# The Hellecasters
The Hellecasters est un groupe de musique américain formé en 1990, dissous en 2002 et reformé furtivement en 2012. 
Il est fondé par Will Ray (en), John Jorgenson (en) et Jerry Donahue.

## Histoire
En 1990, Donohue rencontre Ray au Palomino et lui propose de jouer ensemble lors d'une session dans le même club. Ray suggère alors de demander à Jorgenson de se joindre à eux pour créer des harmonies à trois voix. C'est Jorgenson qui donne le nom du groupe.
Michael Nesmith assiste au concert d'avril 1991 et les fait signer sur sa maison de disques. Leurs deux premiers albums, The Return of the Hellecasters et Escape from Hollywood, sont publiés sur le label de Nesmith, Pacific Arts Audio (en),,. 
En 1998, ils apparaissent dans l'émission musicale allemande Ohne Filter (en). Ils y donnent également un concert et, en 2000, sortent l'album Live... Raw... In Germany. 
Le groupe sort en 2002 son dernier album, Essential Listening Volume 1, une compilation de 13 titres qui comprend deux nouvelles chansons.
En 2012, les trois guitaristes se produisent au Dekes Guitar Geek Festival à Anaheim,. 

## Membres
- Guitares et voix : Jerry Donahue, John Jorgenson, Will Ray
- Basse : Dennis Belfield, Bob Birch (en), John Davis, Pat Donaldson, Davey Faragher (en)
- Batterie : Steve Duncan, Donald Lindley (en), Charlie Morgan, Tom Walsh
- Percussions : Luis Conte (en), Steve Duncan

## Discographie
| Année | Titre                          | Label    |
| ----- | ------------------------------ | -------- |
| 1993  | The Return of the Hellecasters | Pharaoh  |
| 1994  | Escape from Hollywood          | Pharaoh  |
| 1997  | Hell 3: New Axes to Grind      | Pharaoh  |
| 2000  | Live... Raw... In Germany      | Pharaoh  |
| 2002  | Essential Listening 1          | Hightone |